# 石澤一朝
石澤 一朝（いしざわ かずとも、1929年9月5日 - 2007年12月7日）は、日本の経営者。カネボウ社長を務めた。

## 来歴・人物
東京都出身。1952年に慶應義塾大学工学部電気工学科を卒業し、同年に鐘紡に入社。1980年7月に取締役、1983年12月に常務、1984年7月に専務を経て、1989年6月に社長に就任。1992年5月に副会長に就任し、同年6月に会長を経て、1994年4月から名誉顧問を務めた。
1985年に藍綬褒章を受章。
2007年12月7日に肺炎のために死去。78歳没。